# Catabotrydaceae
Catabotrydaceae är en familj av svampar. Catabotrydaceae ingår i ordningen Boliniales, klassen Sordariomycetes, divisionen sporsäcksvampar och riket svampar.
|                 | Boliniaceae                                                     |
|                 |                                                                 |
| Catabotrydaceae | \| \| Catabotrys \| \| \| \| \| \| Pseudonectriella \| \| \| \| |
|                 | \| \| Catabotrys \| \| \| \| \| \| Pseudonectriella \| \| \| \| |
|                 | Catabotrys                                                      |
|                 |                                                                 |
|                 | Pseudonectriella                                                |
|                 |                                                                 |

|  | Catabotrys       |
|  |                  |
|  | Pseudonectriella |
|  |                  |